# Хардомил (тепчија)
Хардомил (умро пре 1327) је био српски племић са титулом тепчије.

## Биографија
Хардомил се помиње 1327. године у спору око међа властелинства манастира Хиландара и територија Хардомилових синова. Гервасије, игуман Хиландара, је 1327. године на двору Стефана Дечанског због спора између међа властелинства Хиландара и територија Дмитра и Борислава, синова тепчије Хардомила. Хардомилићи су тврдили да је село Косорић и манастир Косорић њихов. Градислав је послат да арбитира заједно са дванаест локалних старешина који ће пресудити у спору. Милош Благојевић је сматрао да је челник утврђивао међе у споровима у којима су се црквени земљопоседи међили са световним. Спор је решен у корист Хиландара.
Хардомил је као тепчија служио српског краља Стефана Дечанског (1321-1331). Наследио га је тепчија Владоје. Редослед титула на српском двору тада је био: ставилац, челник, казнац, тепчија и војвода.